# Alexander-Onassis-Stiftung

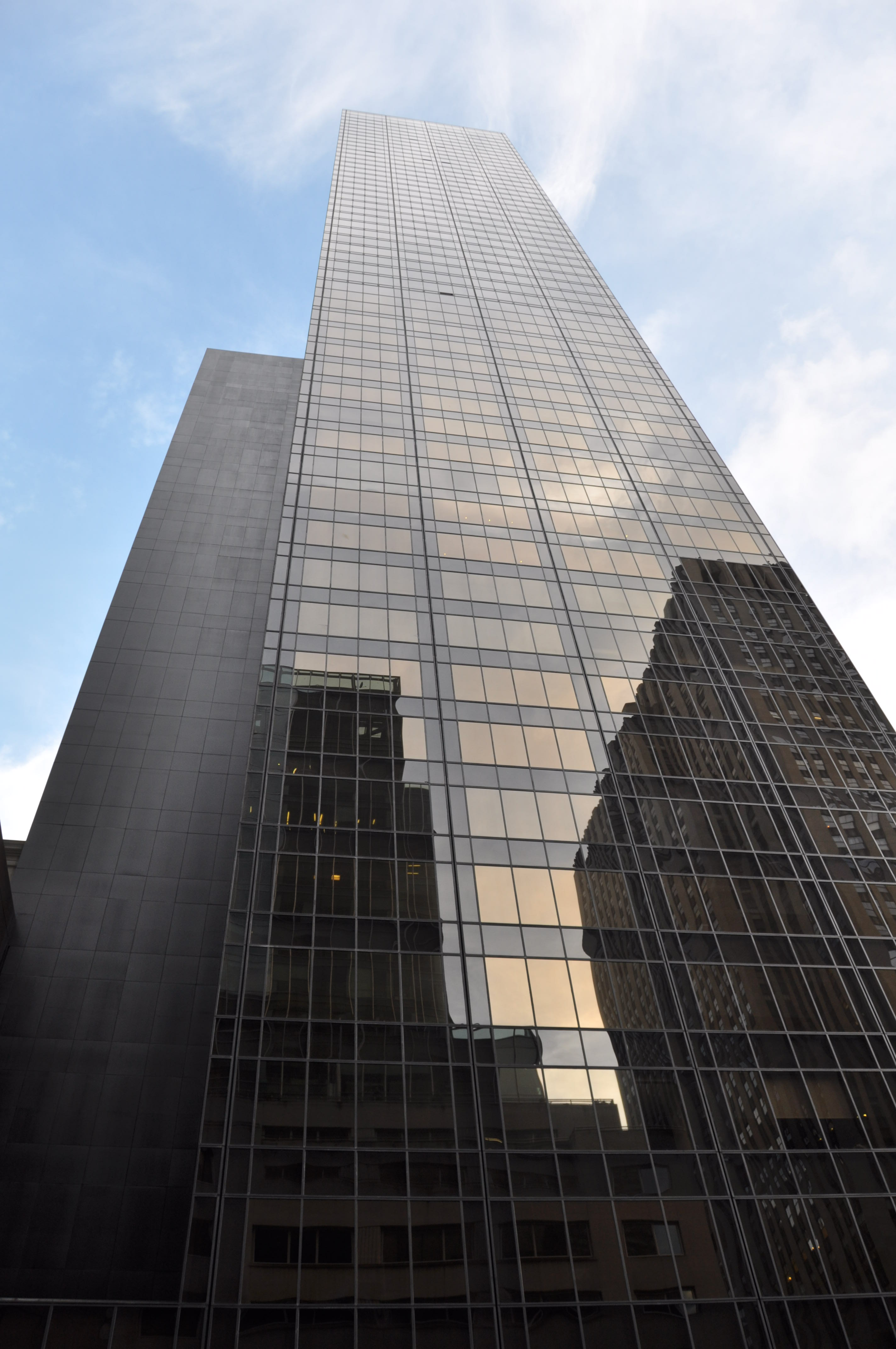
Das Kulturzentrum in New York, einst Sitz verschiedener Gesellschaften von Onassis

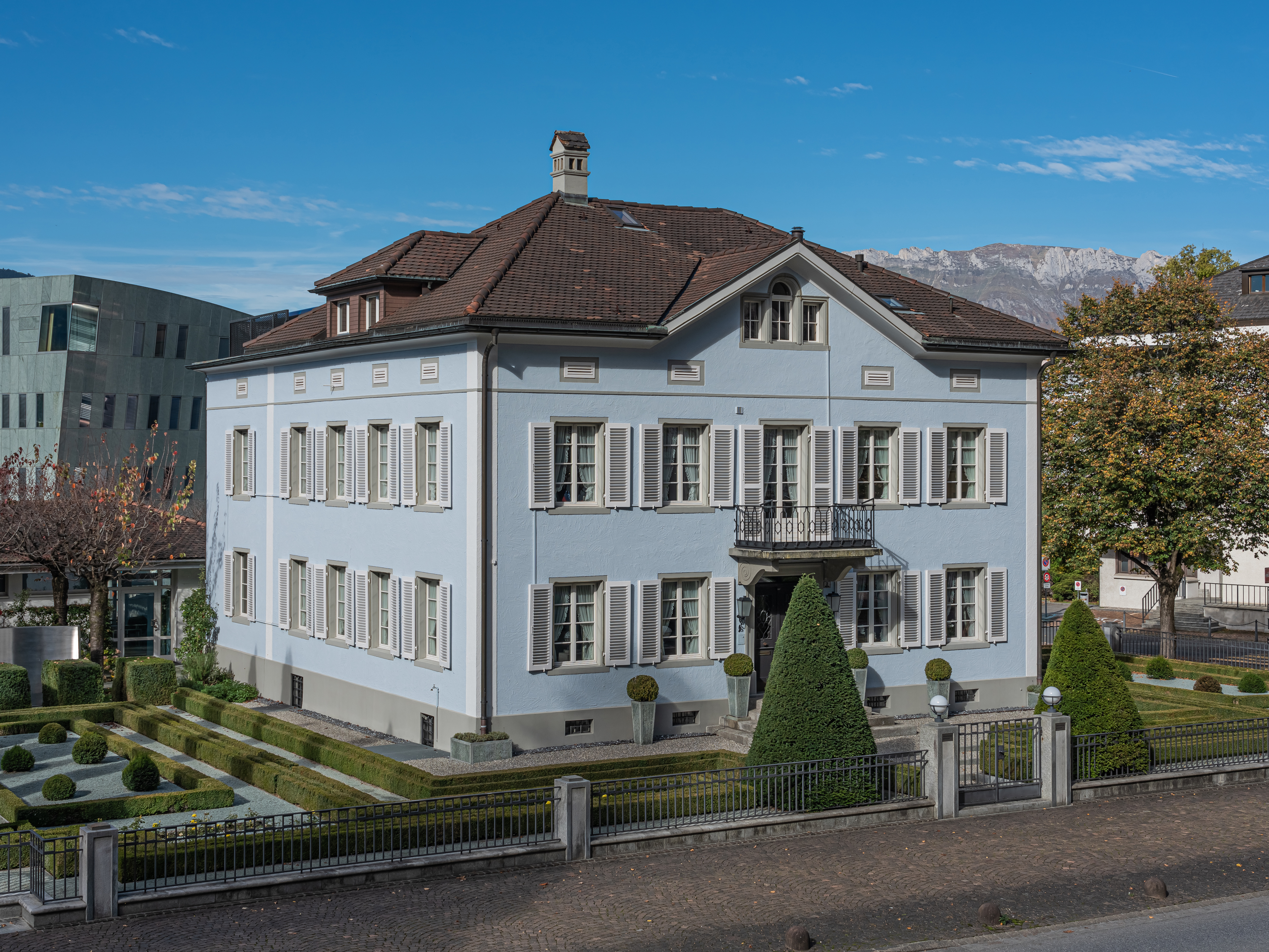
Villa der Stiftung in Vaduz

Die Alexander-Onassis-Stiftung ist eine private Stiftung, die von Aristoteles Onassis im Andenken an seinen verunglückten Sohn Alexander Onassis gegründet wurde. Maßgeblich ausgebaut wurde die Stiftung von seiner Tochter Christina Onassis.
Die Stiftung wird durch ein Gremium aus 15 Personen verwaltet und hat ihren rechtlichen Sitz in Liechtenstein. Der eine Bereich ist wirtschaftlich tätig, der andere betreut die Wohltätigkeitsprojekte. Weiterhin vergibt die Stiftung diverse Preise, Stipendien und finanziert Projekte und Lehrstühle in den Bereichen Pädagogik, Kultur, Gesundheit, Religion, Umwelt und Sport.

## Vergebene Preise (Auswahl)
Die Stiftung verleiht auch die Onassis International Prizes, z. B. den Hestia Prize für die Integration von Ausländern. 1980 wurde der Prix d'Athene, dieser an Desmond Tutu vergeben.
Seit 2010 wird in Hamburg zusammen mit dem Senat der Umweltpreis der Stiftung verliehen. Die Wahl fiel auf Hamburg, weil die Stadt sich als Umweltstadt positioniert hat, und gleichzeitig einen Bezug zu Onassis aufweist. Mit 250.000 Euro gehört er zu den höchstdotierten Auszeichnungen im Umweltschutzbereich.

## Institutionen
- Die Alexander S. Onassis Public Benefit Foundation (USA) betreut Projekte in den USA und Kanada. Sie unterhält in New York das Kulturzentrum Alexander-Onassis (Onassis Cultural Center (New York)) und die Onassis Library for Hellenic and Roman Art im Metropolitan Museum of Art.
- Onassis Cardiac Surgery Centre (OCSC) in Athen
- In Athen unterhält sie das Onassis Kulturzentrum (Onassis Cultural Center). Ziel ist die Förderung der Kunst in Griechenland und die Förderung griechischer Künstler im Ausland. Die Bereiche umfassen sowohl freie und angewandte als auch darstellende Kunst. Es ist geplant, dass der vollständige Betrieb dieser Institution im Jahr 2010 beginnt. Das Gebäude an der Syngrou Avenue wurde von Architecture Studio entworfen. Untergebracht sind diverse Ausstellungs- und Theaterräume sowie ein Tonstudio.